# Luca Leonardi
Luca Leonardi (Milán, Italia 1 de enero de 1991) es un nadador italiano especialista en estilo libre y en pruebas de relevos, fue olímpico en los Juegos Olímpicos de Río de Janeiro 2016.
Ha conseguido numerosas medallas tanto en campeonatos del mundo de natación como en campeonatos europeos, en su etapa junior se proclamó campeón del mundo de 4x100 metros libres y subcampeón en 100 metros libres.

## Palmarés internacional
| Campeonato Europeo de Natación                  | Campeonato Europeo de Natación | Campeonato Europeo de Natación | Campeonato Europeo de Natación |
| Año                                             | Lugar                          | Medalla                        | Prueba                         |
| ----------------------------------------------- | ------------------------------ | ------------------------------ | ------------------------------ |
| 2012                                            | Debrecen ( Hungría)            | Medalla de plata               | 4x100 m libre                  |
| 2014                                            | Berlín ( Alemania)             | Medalla de oro                 | 4x100 m libre mixto            |
| 2014                                            | Berlín ( Alemania)             | Medalla de bronce              | 100 m libre                    |
| 2014                                            | Berlín ( Alemania)             | Medalla de bronce              | 4x100 m libre                  |
| 2016                                            | Londres ( Inglaterra)          | Medalla de plata               | 4x100 m libre                  |
| 2016                                            | Londres ( Inglaterra)          | Medalla de plata               | 4x100 m libre mixto            |
| Campeonato Europeo de Natación en Piscina Corta |                                |                                |                                |
| 2010                                            | Eindhoven ( Países Bajos)      | Medalla de oro                 | 4x50 m libre                   |
| 2013                                            | Herning ( Dinamarca)           | Medalla de plata               | 4x50 m libre                   |
| Campeonato Mundial Junior de Natación           |                                |                                |                                |
| 2008                                            | Monterrey ( México)            | Medalla de oro                 | 4x100 m libre                  |
| 2008                                            | Monterrey ( México)            | Medalla de plata               | 100 m libre                    |
| 2008                                            | Monterrey ( México)            | Medalla de bronce              | 50 m libre                     |